# Nueva Pompeya

Lage von Nueva Pompeya in Buenos Aires

Nueva Pompeya ist ein Stadtteil im Südosten der argentinischen Hauptstadt Buenos Aires. Er hat 63.276 Einwohner (Stand von 2001) auf einer Fläche von 6,1 km², das entspricht einer Bevölkerungsdichte von 10.373 Einwohnern pro km². Zwischen 1991 und 2001 nahm die Bevölkerung um über 18 Prozent zu.

## Geschichte
Nueva Pompeya erhielt seinen Namen nach der „Virgen del Rosario de Pompeya“, die dort in einer Kirche verehrt wird. 
Der Stadtteil wurde größtenteils auf einer Schwemmlandebene am Nordufer des Riachuelo angelegt und war oft von Überschwemmungen betroffen. Die Gegend war deshalb auch nur dünn besiedelt und außerdem berüchtigt für Armut und eine hohe Kriminalitätsrate. 
Bis 1930, als sich auch Industriebetriebe dort ansiedelten, arbeiteten die meisten Bewohner von Nueva Pompeya im Schlachthof im benachbarten Parque Patricios. Die Avenida Sáenz, eine der Hauptstraßen von Nueva Pompeya, ist auch heute noch bekannt als „Straße der Knochen“, weil oftmals Vieh auf dem Weg in den Schlachthof starb. 
Die Gegend war außerdem bekannt für ihre Pulperías, Bars, in denen Gauchos und Arbeiter aus dem Schlachthof verkehrten. Zwei von ihnen wurden in Museen umgewandelt: La Blanqueada und Pulpería de María Adelia.

## Stadtbild
Im Verlauf des 20. Jahrhunderts erhielt Nueva Pompeya sein heutiges Erscheinungsbild. 1938 wurde die José-Felix-Uriburu-Brücke, überwiegend als „Puente Alsina“ (Alsina-Brücke) bekannt, eingeweiht. Die Wohnstraßen des Viertels bestehen hauptsächlich aus eingeschossigen Reihenhäusern. 
Zum Viertel gehört auch eine der größten Villas Miserias von Buenos Aires. Er entstand durch den Zuzug aus ärmeren ländlichen Gegenden im Norden Argentiniens und durch Einwanderer aus Bolivien. Die Einwohner sind überwiegend als ungelernte Arbeiter und Näherinnen tätig.
Es gibt eine Reihe an öffentlichen Einrichtungen in Nueva Pompeya. 1940 eröffnete der „Círculo Católico Obrero“ in der Avenida Sáenz 1342 und seit 1965 gibt es ein Hallenbad. Einer der Mitbegründer des katholischen Zirkels, Carlos Valdisseri, gründete auch den „Complejo Social y Cultural de Nueva Pompeya“, der bis vor kurzem von seinem Sohn, Pater Jorge Valdisseri, geleitet wurde. Seit der Wirtschaftskrise von 2000 wurden hier z. B. Suppenküchen eingerichtet, um den Bedürftigen des Stadtteils zu helfen. 
Die Wirtschaft des Viertels wurde bis 1980 von metall- und fleischverarbeitenden Betrieben getragen. Viele von ihnen schlossen aus wirtschaftspolitischen Gründen. Die nicht mehr benötigten Gebäude werden heute als Lagerhäuser und „Factory Outlets“ genutzt. 
Neben dem Doctor Antonio Sáenz-Bahnhof, an der Kreuzung Av. Sáenz und Av. Moreno findet jeden Sonntag ein Vogelmarkt statt. Er ist bekannt für sein Angebot an Singvögeln.

## Nueva Pompeya: Wiege des Tango
Die Ankunft europäischer Immigranten seit 1880 führte zu einer Wiederbelebung von Buenos Aires. Die meisten von ihnen siedelten sich im Süden der Stadt an, wo viele ihrer Nachkommen bis heute leben. Bevorzugte Wohngegenden waren neben Nueva Pompeya auch La Boca und Barracas, wo sie in einfachen, oft selbst errichteten, Häusern lebten. Beim Start in ihr neues Leben in Südamerika entwickelten sie eine typische Kultur, die in ihrer europäischen Herkunft wurzelte. In diesem Klima entstand auch der Tango Argentino. 
Einer der ersten Orte, wo in Buenos Aires Tango getanzt wurde, war ein Tanzsaal an der Kreuzung Corrales-Straße und Avenida La Plata. Später eröffneten hier weitere Tango-Hallen, z. B. die „Bar del Chino“ auf der Beazley-Straße, und Musiker wie Homero Manzi schrieben und führten hier Tangos auf. Nueva Pompeya wird auch in den bekannten Tangos „Barrio de Tango“ und „Sur“ erwähnt. An der Kreuzung Tabaré und Del Barco Centenera findet man ein Wandbild, das an Manzi erinnert. 

## Iglesia del Rosario de Nueva Pompeya
Es wird gesagt, dass Bartolo Longo in Pompeji, Italien ein Porträt bemerkte, das wegen seines schlechten Zustandes verbrannt werden sollte. Ohne zu wissen, wer auf dem Gemälde dargestellt war, verliebte er sich in das Bildnis. Das Porträt zeigte die Jungfrau von Rosario, begleitet von den Heiligen Santo Domingo und Santa Catalina de Siena.
Er wurde ein glühender Anhänger und begann, die Verehrung der Jungfrau von Rosario zu verbreiten. Als er Jahre später nach Argentinien auswanderte, predigte er dort über die Tugenden der Jungfrau. Der damals erst entstehende Stadtteil wurde dann nach ihr benannt, zwei Straßen in Nueva Pompeya erhielten die Namen der die Jungfrau begleitenden Heiligen. 
Am 14. Mai 1896 wurde der Grundstein für eine Kapelle gesetzt. Der Bau entstand unter der Leitung des Architekten und Malers Augusto César Ferrari und wurde am 29. Juni 1900 gesegnet. Seit 1905 ist sie eine eigene Kirchengemeinde. 
Die Kirche wurde im neugotischen Baustil errichtet, der anschließend auch in anderen Teilen von Buenos Aires beliebt wurde. Sie hat einen Turm und das Hauptschiff ist mit Fenstern geschmückt, die die 15 Mysterien von Santo Rosario darstellen. Das reich dekorierte Hauptportal ist aus Schmiedeeisen. Teile der Kirche wurden aus Trümmersteinen hergestellt, die in Pompeji gefunden wurden. In den 1920er Jahren wurde sie erweitert, um der wachsenden Kirchengemeinde weiterhin Platz zu bieten. Innen ist die Kirche mit Ölgemälden von Handelsseglern und historischen Ereignissen geschmückt. Zahlreiche Statuen zieren das Hauptschiff. Im Patio der Kirche steht ein Bronze-Denkmal zu Ehren der Jungfrau von Rosario. 